# Khâoui (artisan de Deir el-Médineh)
Pour les articles homonymes, voir Khâoui.
Khâoui est gardien dans la Place de Vérité et serviteur d'Amon d'Opet (Louxor) sous le règne de Ramsès II. Il vit dans le village ouvrier de Deir el-Médineh (maison NE XV). Khâoui est connu par sa tombe TT214, sa maison et plusieurs autres inscriptions.
Sa femme s'appelle Taoueret et ils ont un fils nommé Houy.

## Sépulture
Khâoui a été enterré dans la tombe TT214, située à Deir el-Médineh, près de Louxor. La tombe se compose d'une cour, d'une chapelle et d'un ensemble de salles souterraines, dont l'une servait de chambre funéraire,.

## Monuments et inscriptions
- Un cadre de porte aujourd'hui conservé au Musée de Turin (N. 50207 et 50211) en Italie porte des textes d'offrandes proposées par le roi « hetep di nesou » (ḥtp di nsw) à Amon-Rê et à Khonsou[2],[1].
- Une table d'offrandes conservée au musée Sheurleer de La Haye, aux Pays-Bas. Le texte consiste en des offrandes « hetep di nesou » à Rê-Horakhty-Atoum et Osiris[2],[1].
- Une stèle à l'effigie du vizir Paser, aujourd'hui conservée au Musée égyptien du Caire (JdE 72021), montre Paser et Ramsès II adorant Hathor, tandis que Khâoui est représentée sur un registre inférieur[1].
- Une stèle représentant une barque solaire avec Amon assis dans un disque solaire montre Khâoui et son épouse Taoueret agenouillés et adorant les dieux[1].
- Un fragment de stèle montre Khâoui adorant Amon-Rê-Atoum[1].
- Un montant et des fragments de pierre provenant de la maison de Khâoui à Deir el-Médineh portent son nom[1].
- Une boîte à ouchebti de Khâoui a été trouvée dans sa tombe[2],[1].
- Des graffitis à Thèbes-Ouest mentionnent Khâoui et ses titres :
  - « Gardien dans la Place de Vérité »,
  - « Gardien du lieu d'éternité »,
  - « Gardien du seigneur des deux terres »,
  - « Serviteur dans la Place de Vérité »[1].